# Őfelsége kapitánya (film)
Őfelsége kapitánya (angolul: Captain Horatio Hornblower) egy 1951-ban bemutatott színes angol–amerikai–francia kalandfilm, Raoul Walsh rendezésében, Gregory Peck, Virginia Mayo, Robert Beatty és James Robertson Justice főszereplésével. A forgatókönyv C. S. Forester angol író Captain Horatio Hornblower című regénysorozatának három első kötete (The Happy Return, A Ship of the Line, Flying Colours) alapján készült. A szerző közreműködött a forgatókönyv írásában is. A regények és a film központi címszereplője Horatio Hornblower tengerészkapitány, a Brit Királyi Haditengerészet tisztje, majd tengernagya.
A film eredeti angol címe, „Captain Horatio Hornblower” előfordul az „R.N.” utótaggal kiegészítve is. Az Brit Királyi Haditengerészet (Royal Navy) kezdőbetűje hangsúlyos utalás a címszereplő Horatio Hornblower kapitány brit haditengerészeti beosztására. A Hornblower-történetekből 1998–2003 között angol–amerikai tévésorozat is készült.

## Cselekmény
1807-ben, a napóleoni háborúk idején Horatio Hornblower kapitányt, a Brit Királyi Haditengerészet tisztjét kinevezik a Lydia nevű, harmincnyolc ágyús fregatt parancsnokává. Titkos megbízással a Csendes-óceánra indul. Hosszú és viszontagságos út után a hajó megérkezik egy közép-amerikai szigetre. Fegyvereket és ellátmányt kell átadnia a helyi hadúrnak, Don Julian Alvaradónak, aki fellázadt a Spanyol Birodalom ellen. Mivel Spanyolország ekkor szövetségben áll az Francia Császársággal, a Brit Birodalom ellenfelével, ezért a britek saját szövetségesüknek tekintik. Don Alvarado nagyzási mániában szenvedő, nárcisztikus, vérszomjas őrült, aki megköveteli az „El Supremo” („a Mindenható”) megszólítást. Hornblower csak nagy nehézségek árán tudja behajtani a fegyverszállítmányért cserébe kialkudott élelmiszer kiszolgáltatását. Közben hírül hozzák, hogy egy nagy tűzerejű spanyol birodalmi hadihajó, a hatvan-ágyús Natividad közeledik a sziget felé, Don Alvarado lázadásának leverésére. A hadúr követelésére Hornblower embereivel éjszaka rajtaüt a lehorgonyzott Natividad-on, elfoglalja a hajót, és az otthonról hozott parancs szerint vonakodva bár, de átadja Anglia szövetségesének, Don Alvaradónak, aki a spanyol Panama és Salvador városait készül felégetni és kirabolni. Hornblower viszolyogva otthagyja a megalomániás „El Supremót” és hazaindul a Lydiával.
Induláskor egy kis spanyol luggerrel találkoznak, melynek kapitánya új parancsot hoz Hornblowernek a brit Admiralitástól. Eszerint a Spanyol Királyság közben átállt Anglia oldalára, és szembefordult addigi szövetségesével, Napóleon Franciaországával. A Spanyol Birodalom tehát Anglia ellenségéből szövetségessé vált, a lázadó Don Alvaradót pedig Anglia ellenségének kell tekinteni és megállítani. A kis vitorlásról átszáll a Lydiára Lady Barbara Wellesley, Wellington herceg húga, aki spanyol fogságból szabadult, a sárgaláz járvány elől menekül, és a Lydia fedélzetén kíván visszatérni Angliába. Hornblower hiába tiltakozik, a Lady kívánságát nem utasíthatja vissza.
Hornblower úgy dönt, a Lydia megütközik a nagyobb tűzerőt képviselő lázadó Natividaddal, melyet Don Alvarado parancsnokol. A kapitány kiváló taktikai érzéke és az angol legénység kiváló harcértéke révén a Lydia tüzérségi párbajban megsemmisíti a Natividadot Don Alvaradóval együtt, ezzel felszámolva az immár baráti Spanyolországot gyengítő gyarmati lázadást. A Lydia hajóorvosa életét veszti a csatában, Lady Barbara részt vesz a sebesültek ellátásában. Súlyosan megbetegszik, Hornblower maga ápolja felgyógyulásáig. A hónapokig tartó hazaút során egymásba szeretnek, de mindketten el vannak kötelezve: Hornblower házasember, Lady Barbara Leighton ellentengernagy eljegyzett menyasszonya. Angliába hazaérve fájdalmas búcsút kell venniük egymástól, Lady Barbara visszatér családjához.
A házába hazatérő Hornblower azzal szembesül, hogy felesége meghalt gyermekágyban, egy újszülött kisfiút hagyva szeretett férjére. Az újságban rövidesen olvashatja Lady Barbara Wellesley és Leighton ellentengernagy esküvőjének hírét. Az Admiralitás rövidesen kinevezi Hornblowert a hetvennégy-ágyús, két ágyúfedélzetes Sutherland sorhajó parancsnokává. A hajó francia építésű, harcban zsákmányolták. Sir Leighton ellentengernagy hajórajához osztják be, aki éppen írországi nászútjáról tért vissza. Az Admiralitás kapujánál Lady Barbara elmondja Hornblowernek, hogy már csak saját esküvője után, a nászútról visszatérve hallott a kapitány feleségének haláláról. Útjaik ismét elválnak.
Leighton hajóraját beosztják a Franciaország félszigeti háborúja miatt felállított brit kontinentális blokádot biztosító flottakötelékbe. Leighton ellentengernagy rövidesen hírt kap, hogy a Francia Haditengerészet négy nagy hadihajója Brestnél kijutott a brit flotta gyűrűjéből. Leighton feltételezi, hogy a francia hajók a Földközi-tengerre igyekeznek. Hornblower szerint inkább észak felé tartanak, utánpótlást vinni Napóleon spanyolországi csapatainak, hogy hátba támadhassák Arthur Wellesley ott harcoló brit erőit. Leighton elfogadja Hornblower véleményét: három hajóval délnek indul, egy hajót északra küld, a francia parti vizekre. A francia építésű Sutherland a legkisebb merülésű, ezért az indul északra. A féltékeny Leighton meggyanúsítja Hornblowert, hogy csak dicsőségre és hadizsákmányra pályázik, ezért szigorúan megtiltja neki, hogy egyedül harcba bocsátkozzék, mielőtt a hajórajt értesítené.
A francia partok mentén kutató Hornblower egy kis francia briggel találkozik, mely francia azonosító jelzőzászlókat visel. A hajót Hornblower elfogja, kapitányát kivallatja. Megtudja, melyik jól védett francia kikötőben horgonyoz a keresett négy francia sorhajó, a spanyolországi francia hadseregnek szánt ellátmányt rakodva. Hornblower értesítést küld Leightonnak, de a parancsot megszegve nem várja be a hajóraj megérkezését. Hamis francia zászlót húzat fel, és a kikötő bejáratát védő helyőrséget megtévesztve „baráti hajóként” behajózik a kikötőbe. Odabent ágyútűz alá veszi a várakozó francia hadihajókat, és láncos ágyúgolyókkal harcképtelenné lövi őket. A kikötőt védő erőd ágyúi viszont rommá lövik a Sutherlandet is. Hornblower parancsot ad a hajó elhagyására. Ő maga a kikötő bejáratába kormányozza és ott elsüllyeszti szétlőtt hajóját. A partra úszó angolokat a francia helyőrség fogságba veti.
Leighton hajói rövidesen feltűnnek, hogy megtámadják a kikötőt és kiszabadítsák a brit foglyokat. Emiatt a franciák Hornblowert és első tisztjét, a sebesült Mr Bush-t Párizsba indítják, ahol hamis zászló alatt elkövetett kalózkodás bűntette miatt halálos ítélet vár rájuk. Útközben megrendeznek egy hamis balesetet és sikeresen megszöknek. Csónakot szereznek, és francia paraszti álruhában lehajóznak a Loire folyón Nantes kikötőjéig. Itt megvernek három holland vámtisztet, ezek egyenruhájába bújva feljutnak egy, a britektől elzsákmányolt teherhajó, az Endor Boszorkánya fedélzetére. Fellázított brit hadifoglyok segítségével elkötik a hajót és áthajóznak Angliába, Portsmouth kikötőjébe.
Angliában Hornblowert nemzeti hősként ünneplik, a király lovaggá üti. Első tisztjét, Mr Busht kapitánnyá léptetik elő. Hornblower megtudja, hogy Leighton ellentengernagy a franciák elleni rajtaütésben elesett, Lady Barbara megözvegyült. Hornblower hazasiet kisfiához, ahol Lady Barbara várja, és a két szerelmes szív végre egymásra talál.

## Szereposztás
| Szerep                                    | Színész                 | Magyar hangja (1. szinkron, 1970) |
| ----------------------------------------- | ----------------------- | --------------------------------- |
| Horatio Hornblower kapitány               | Gregory Peck            | Kálmán György                     |
| Lady Barbara Wellesley                    | Virginia Mayo           | Békés Rita                        |
| Mr. William Bush főhadnagy, első tiszt    | Robert Beatty           | Garas Dezső                       |
| Mr. Crystal (al)hadnagy                   | Moultrie Kelsall        | Fillár István                     |
| Mr. Gerard hadnagy                        | Terence Morgan          | Perlaki István                    |
| Mr. Longley tengerészkadét                | James Kenney            | N/A                               |
| Quist, elítéltből lett tengerész          | James Robertson Justice | Képessy József                    |
| Sir Rodney Leighton ellentengernagy       | Denis O’Dea             | Somogyvári Pál                    |
| Lord Samuel Hood tengernagy               | Kynaston Reeves         | N/A                               |
| Polwheal, Hornblower szolgája             | Richard Hearne          | Suka Sándor                       |
| Gundarson hajóorvos                       | Michael Dolan           | N/A                               |
| Mr. Harrison, Hornblower vitorlamestere   | Stanley Baker           | Szokolay Ottó                     |
| Hernandez „tábornok”                      | Alan Tilvern            | N/A                               |
| El Supremo / Don Julian Alvarado          | Alec Mango              | Szabó Ottó                        |
| Entenza spanyol kapitány                  | John Witty              | Tordy Géza                        |
| Spanyol kapitány, a Natividad parancsnoka | Christopher Lee         | N/A                               |
| Caillard ezredes, hadifogoly-őrség        | Michael Goodliffe       | N/A                               |
| Francia parancsnok                        | Eugene Deckers          | N/A                               |
| Mrs. Maria Hornblower hangja              | Diane Cilento           | N/A                               |

## Gyártás
Amikor C. S. Forester angol író Hornblower-sorozatának első három regénye megjelent – The Happy Return (1937-ben), A Ship of the Line (1938) és Flying Colours (1938-ban) – a Warner Bros. vállalat azonnal lecsapott rájuk és megszerezte ezek megfilmesítési jogát. A filmbéli Hornblower-karaktert kifejezetten Errol Flynn testére szabták volna. 
Az Errol Flynn és Viveca Lindfors főszereplésével 1948-ban bemutatott Don Juan kalandjai (Adventures of Don Juan) film azonban pénzügyi fiaskónak bizonyult, és ez komoly személyi problémákat hozott felszínre. A filmgyár vezetői úgy érezték, az idősödő sztárral egyre nehezebben tudnak együtt dolgozni. 
A Hornblower-film szereplőválogatásába (1949–1950) Errol Flynn már nem került bele. A Warner Bros. kívánatos jelöltje Burt Lancaster volt, aki a kor több kosztümös-kardos kalandfilmjében szerepelt, de aztán úgy ítélték, egy Napóleon-korabeli brit haditengerészeti hajóskapitány alakítása nem felel meg a színész karakterének. Végül Gregory Peck mellett döntöttek, akit „kölcsönkértek” David O. Selznicktől. A producert a főcím stáblistájában meg is említik.
A női főszerepre első vonalbeli angol színésznőt kerestek, de a jelöltek vagy foglaltak voltak, vagy visszautasították Lady Barbara szerepét. Maga Gregory Peck Margaret Leightont szerette volna maga mellé, de végül Jack Warner, a filmgyár igazgatója az amerikai Virginia Mayót vonzóbbnak találta és őt választotta.

## Érdekességek
Az 1807-ben játszódó cselekmény szerint Lady Barbara Wellesley Arthur Wellesley-nek, Wellington 1. hercegének nőtestvére, és kéréseinek a hercegi báty rangja ad nyomatékot. (Hornblowernek nincs módja visszautasítani, hogy a Lady a Lydia hadihajón utazhasson). A valóságos Arthur Wellesley-nek (1769–1852),  egyfelől nem volt nőtestvére, másfelől Wellington első hercegének rangját csak 1814-ben Napóleon első veresége és lemondása után kreálták, és ekkor adományozták elsőként Wellesley-nek. 1807-ben Arthur Wellesley tábornok a félszigeti háborúban a spanyolországi brit erők parancsnoka volt, de a Wellington név ekkor még nem létezett.

## Kapcsolódó filmek
- 1998–2003: Őfelsége kapitánya(wd) (Hornblower) címmel az angol ITV és az amerikai A&E televíziós csatornák koprodukciós filmsorozatot készítettek és sugároztak, Andrew Grieve rendezésében. A sorozat epizódjai közé beillesztettek olyan történeteket is, melyek az eredeti Hornblower-regények cselekményét megelőző időkben játszódnak, ahol Hornblower még csak tengerészkadét (Midshipman). A címszerepet Ioan Gruffudd alakítja.

## További információ
- Őfelsége kapitánya a PORT.hu-n (magyarul)
- Őfelsége kapitánya az Internetes Szinkronadatbázisban (magyarul)
- Őfelsége kapitánya az Internet Movie Database-ben (angolul)
- Őfelsége kapitánya a Rotten Tomatoeson (angolul)
- Őfelsége kapitánya a Box Office Mojón (angolul)
- Capitaine sans peur (1951) (francia nyelven). AlloCiné.fr
- Des Königs Admiral (német nyelven). Filmdienst.de
- Őfelsége kapitánya (1951) (magyar nyelven). TMDB (The MovieWeb Adatbázis)
- Őfelsége kapitánya (1951) (magyar nyelven). MAFAB.hu